# Knut Brogaard
Knut Brogaard (26 febbraio 1935 – 10 maggio 2004) è stato un calciatore norvegese, di ruolo difensore.

## Carriera

### Club
Brogaard vestì la maglia dello Ørn.

### Nazionale
Conta una presenza per la Norvegia. Il 4 luglio 1954, infatti, fu in campo nella sconfitta per 1-0 contro l'Islanda.